# Zhang Qingli
Zhang Qingli, né en janvier 1951 à Dongping dans la province du Shandong, est un homme politique et député chinois Han nommé en 2005 secrétaire du Parti communiste chinois au Tibet, le poste politique le plus important de la Région autonome du Tibet.
En 2008, il est qualifié de « proconsul » au Tibet par Jean-Jacques Mével et Claude B. Levenson, et se trouve au centre de la question des Troubles au Tibet en 2008.

## Biographie
Avant sa nomination au Tibet, Zhang Qingli travaille dans le Corps de construction et de production du Xinjiang (XPCC), région turcophone et musulmane. Ce corps permet de développer une « démocratie rurale sous forme de comité villageois ». Selon un rapport de 2003, le comité local du Parti communiste chinois et le comité villageois devaient être moteur afin que les villageois construisent le pays.
En 2008, il est membre du comité central du parti communiste chinois (PCC), député à l'Assemblée nationale populaire, secrétaire du PCC à Lhassa (Tibet) (depuis l'automne 2005).
Par ses fonctions - « patron de la trinité du pouvoir - le parti, l'armée et l'État - sur le toit du monde » il est le centre de la politique chinoise de répression de troubles au Tibet au printemps 2008. Les médias occidentaux mettent en avant sa dureté. Le 19 mars 2008, il déclare dans le Quotidien du Tibet : « Nous sommes engagés dans une lutte à mort avec le dalai-lama. L'ennemi est un loup drapé dans la bure des moines ».
Les médias occidentaux estiment même que son intransigeance face aux revendications tibétaines explique la violence de la contestation tibétaine du printemps 2008. Jean-Jacques Mével correspondant à Pékin du Figaro estime ainsi : « Le secrétaire Zhang est avant tout l'auteur d'une reprise en main qui n'est pas pour rien dans l'explosion tibétaine ». Dans la tradition maoïste, il lance à sa nomination au Tibet à l'automne 2005 une « bataille idéologique », « paravent d'une campagne d'intimidation inédite depuis 15 ans », imposant aux moines une « éducation patriotique » chinoise, et à chaque fonctionnaire l'écriture d'un texte dénonçant le dalaï-lama (texte de 5 000 mots pour un fonctionnaire subalterne et de 10 000 mots pour un supérieur). Durant l'été 2007, il installe des cadres chinois dans 54 des 74 districts tibétains, selon le Centre d'information sur les droits de l'homme de Hong Kong cité par Jean-Jacques Mével.
Après les troubles au Tibet en mars 2008, une plainte a été déposée le 9 juillet 2008 par le Comite de Apoyo al Tibet, la Casa del Tibet et Thubten Wangchen devant la justice espagnole qui s'est déclarée compétente le 5 août le visant ainsi que six autres responsables politiques et militaires chinois. Les plaignants accusent les autorités chinoises « de crimes contre l'humanité par élimination systématique et généralisée de Tibétains, de blessures graves, tortures et disparitions forcées ».  Si le 19 mai 2009, le Sénat espagnol a limité la loi de compétence universelle, celle-ci ne devant plus s'appliquer qu'à des cas impliquant des Espagnols ou à des suspects présents sur le territoire de l'Espagne,, cela ne gène nullement la procédure, Thubten Wangchen, un Tibétain en exil possédant la nationalité espagnole.
La Cour européenne des droits de l’homme (CEDH) a enterré l'enquête ouverte devant l'Audience nationale sur le prétendu génocide commis au Tibet par les autorités chinoises. L'instance, qui a son siège à Strasbourg, a refusé d'examiner si le classement de l'affaire en 2014 avait violé les droits fondamentaux. Selon les deux résolutions de la CEDH adoptées en novembre et décembre 2020, cette décision « est définitive et ne peut faire l'objet d'un recours »,.

## Source
- La « lutte à mort » du proconsul avec le dalaï-lama (Le proconsul Zhang engagé dans une « lutte à mort » avec le dalaï-lama, in Le Figaro, 20 mars 2008.)